# Dancing Dobermann Disease
Die Dancing Dobermann Disease (englisch für „Tanzender-Dobermann-Krankheit“) ist eine vermutlich degenerativ bedingte neurologische Erkrankung bei Hunden. Sie ist selten und tritt ausschließlich bei Dobermännern und anderen Pinschern auf.
Die Erkrankung tritt bei jungen ausgewachsenen Tieren erstmals auf und verläuft dann allmählich fortschreitend. Das Hauptsymptom ist eine Beugung des Sprunggelenks, zunächst meist einseitig. Diese kommt durch einen Ausfall des Musculus gastrocnemius und des Nervus tibialis zustande. Im weiteren Verlauf kann es zur Lähmung beider Beine (Paraparese), Störung der Propriozeption, einem gesteigerten Patellarsehnenreflex und zu einer Atrophie des Musculus gastrocnemius kommen. Durch die zunehmende Schwäche in der Hinterhand entwickelt sich ein taumelnder, tänzelnder Gang, der der Krankheit ihren Namen gab.
Die Diagnose wird durch Vorbericht, klinisches Bild und eventuell Elektromyografie gestellt. Eine Heilung ist nicht möglich. Da die Erkrankung aber sehr langsam fortschreitet, kann über mehrere Jahre eine angemessene Lebensqualität aufrechterhalten werden.